# 馬加利亞 (加利福尼亞州)
馬加利亞（英語：Magalia）是位於美國加利福尼亞州比尤特縣的一個人口普查指定地區。

## 地理
馬加利亞的座標為39°50′00″N 121°35′00″W / 39.83333°N 121.58333°W，而該地最高點為海拔高度711米（即2333英尺）。

## 人口
根據2010年美國人口普查的數據，馬加利亞的面積為36.309平方千米，當中陸地面積為36.298平方千米，而水域面積為0.011平方千米。當地共有人口11310人，而人口密度為每平方千米311人。